# أسفل موقر (حالمين)

تعديل مصدري - تعديل

اسفل موقر هي إحدى قرى عزلة حبيل الريدة بمديرية حالمين التابعة لمحافظة لحج، بلغ تعداد سكانها 31 نسمة حسب تعداد اليمن لعام 2004.